# Jeanny Lorgeoux
Jeanny Lorgeoux, né le 2 janvier 1950 à Crouy-sur-Cosson (Loir-et-Cher), est un homme politique français, ancien membre du Parti socialiste, maire de Romorantin-Lanthenay depuis 1985. Il est député de Loir-et-Cher de 1988 à 1993 et sénateur de 2011 à 2017.

## Biographie
Il obtient à l'université de Tours une maîtrise d'histoire (son mémoire portait sur « La SFIO et la Guerre d'Algérie ») et est diplômé de l'Institut d'études politiques de Paris.
Proche de François Mitterrand, il a été hébergé chez lui, rue de Bièvre, pendant ses études à Paris.
Il entame une carrière dans l'édition. Secrétaire-général des éditions Martinsart de 1974 à 1979, il est à l'origine de nombreuses encyclopédies telle celle des Grands révolutionnaires (huit volumes). Repéré par Jean-Luc Lagardère, il entre au groupe Hachette et devient directeur d'édition. On lui doit notamment des encyclopédies pour enfants, de sciences naturelles (La Nature), historiques (L'Histoire universelle) ou religieuses (Histoire des Saints).
Il quitte le groupe en 1984 pour se consacrer à ses activités politiques. Parallèlement, il est directeur de développement de sociétés d'énergie jusqu'en 2000. Il est également l'auteur d'un ouvrage remarqué sur l'Italie du Sud.

## Carrière politique
Jeanny Lorgeoux entame son engagement politique en adhérant à l’âge de 17 ans à la Convention des institutions républicaines, parti créé par François Mitterrand, dont il deviendra l’un des proches et qu’il suivra ensuite au Parti socialiste.
Il est élu maire de Romorantin-Lanthenay le 6 avril 1985, et président de la communauté de communes du Romorantinais et du Monestois depuis sa création en 2009. Sa longévité à la tête de la ville lui vaut le surnom de « Lion de Sologne »,.
Il est conseiller général du canton de Romorantin-Lanthenay-Nord de 1992 à 2011, jusqu'à son élection en tant que sénateur.
À l'Assemblée nationale, où il est député de Loir-et-Cher de 1988 à 1993, comme dans le monde politique et économique, il est reconnu comme le représentant de la Sologne. Investi par le Parti socialiste comme tête de liste en 1986, il cède finalement sa place à Jack Lang, à la demande de François Mitterrand.

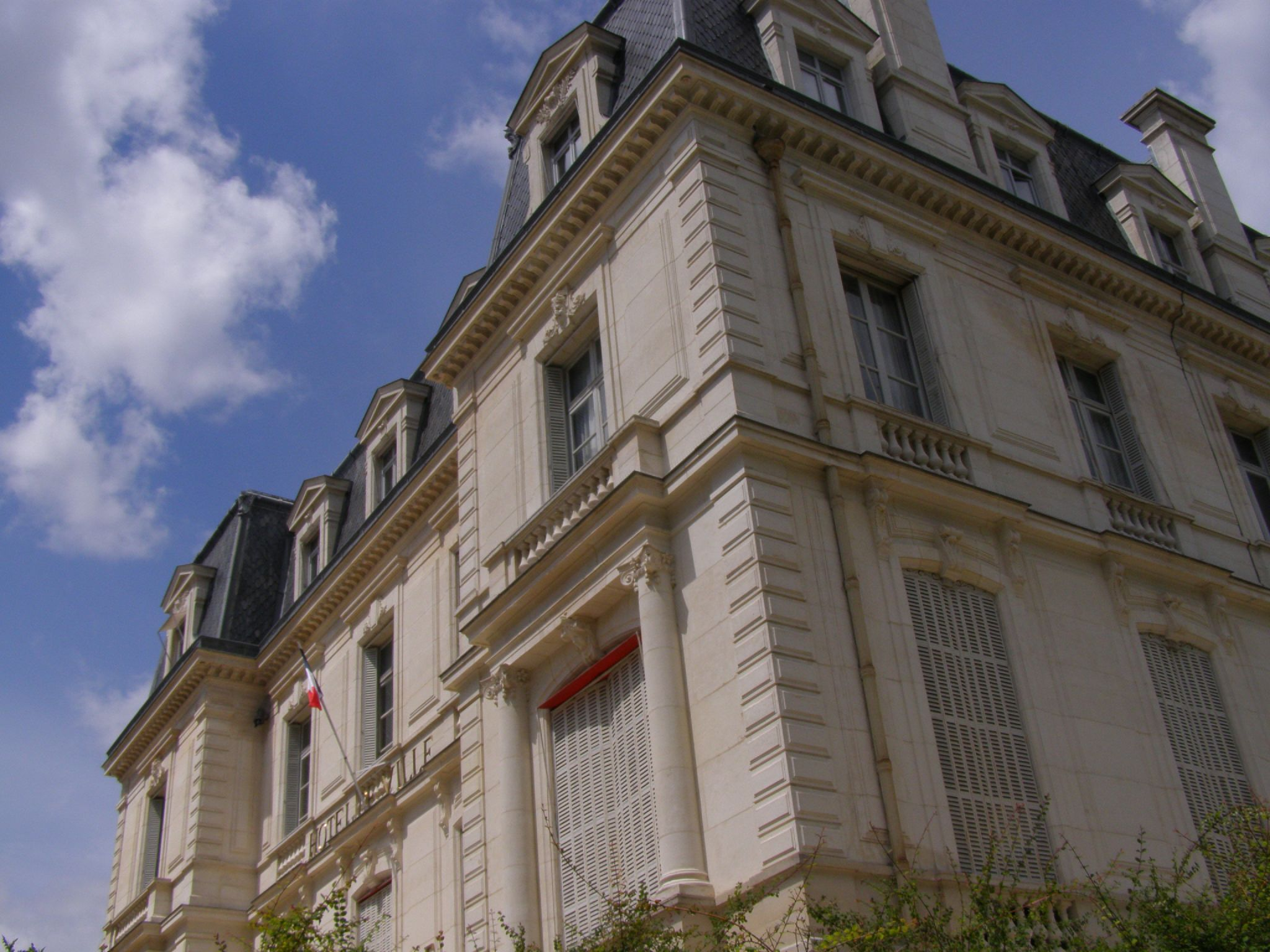
Hôtel de Ville de Romorantin-Lanthenay où Jeanny Lorgeoux est maire depuis 1985.

Figure locale et nationale du Parti socialiste jusqu’en 2017 (cf. infra), le média ancré à gauche Blast le présente  en 2022 comme un allié du député d’extrême droite Guillaume Peltier.
En septembre 2021, Jeanny Lorgeoux avait néanmoins réaffirmé son soutien à Emmanuel Macron en vue de l’élection présidentielle de 2022 « Je voterai Macron. Je dis ça pour renvoyer à leurs calomnies ceux qui me traitent de fasciste. ».
Aux élections législatives de 2022, il n’apporte pas son soutien à la candidate de la majorité présidentielle au premier tour, mais le fait au second lorsqu’elle ne fait plus face qu’au candidat du RN, après l’élimination de Guillaume Peltier. En 2024, Jeanny Lorgeoux soutient le candidat du bloc central aux deux tours.

### Sénateur de Loir-et-Cher
En 2011, il est élu sénateur de Loir-et-Cher le 25 septembre 2011 face au ministre de la Ville Maurice Leroy, par 52,92 % des suffrages contre 45,87 %.
Ainsi par le jeu du principe de non-cumul des mandats instauré par les lois organiques du 5 avril 2000, il laisse son siège de conseiller général à sa suppléante Tania André, désignée en décembre 2011 par le Parti socialiste comme candidate du parti aux législatives de 2012 dans la circonscription de Romorantin-Lanthenay.
Au Sénat, il est spécialiste des enjeux internationaux, membre de la Commission des affaires étrangères, de la défense et des forces armées. Il est en outre membre de la délégation sénatoriale aux outre-mer.

#### Candidat à sa réélection en 2017
Lors des élections sénatoriales de 2017, il se présente de nouveau pour un second mandat. Dans un premier temps, il est investi par le Parti socialiste, mais son soutien de La République en marche ! provoque sa destitution à l'investiture du parti politique. Jeanny Lorgeoux annonce alors sa démission du PS tout en déclarant accepter le soutien de LREM mais pas l’investiture.
Cependant, Jeanny Lorgeoux est battu au second tour par le candidat centriste et maire de Montrichard, Jean-Marie Janssens, la candidate socialiste s'étant maintenue. Le jour de sa défaite, le sénateur sortant affirme : « Être victime d'un assassinat politique ».

## Réseaux africains
Jeanny Lorgeoux est cité, dans un ouvrage comme membre des réseaux africains existant autour de son proche ami Jean-Christophe Mitterrand et la cellule africaine de l'Élysée, sous les mandats de son père.
Son rôle dans ces réseaux est décrit par Michel Tomi comme celui d’un « infatigable night-clubber et organisateur de rencontres franco-africaines », ami du maréchal Mobutu. Dans un article du Monde, il est présenté comme le « “ voltigeur ” de l’Elysée en Afrique » par Stephen Smith.
Selon ses propres déclarations, Jeanny Lorgeoux se rend de 1987 à 1990 « régulièrement et clandestinement » en Afrique-du-Sud en tant que « représentant » de François Mitterrand, membre de la cellule élyséenne, pour favoriser le dialogue qui aboutira à la fin de l’apartheid et à la libération de Nelson Mandela.
En 1988, Jeanny Lorgeoux obtient la libération d’Henri Robert, français résidant au Burkina-Faso lié à l’ancien président Thomas Sankara, détenu pour détention illégale d’armes de guerre.
En tant que sénateur, il co-rédige en 2013 avec Jean-Marie Bockel, un rapport d’information « L’Afrique est notre avenir ».

## Affaires judiciaires et polémiques

### «Affaire Pelat»
En 1993, Jeanny Lorgeoux est mis en examen pour complicité d’abus de biens sociaux dans le cadre d’investigations du juge Thierry Jean-Pierre sur les comptes de Roger-Patrice Pelat, dont l’une des sociétés finançait via la publicité le journal communal Romo-dialogues entre 1987 et 1989.

### Affaire Captain Hôtel
En 1997, Jeanny Lorgeoux est mis en examen pour « faux et usage de faux en écriture publique et escroquerie » pour avoir accordé en tant que maire une garantie à la société Captain Hôtel, dont la faillite avait notamment amené l’administration fiscale à soupçonner la « complicité [de] maires dans un possible système de financement occulte de partis politiques ».

### Polémique des «dîners dorés» aux frais du contribuable
En mai 2021, le journal d’investigation Mediapart révèle que la mairie et la communauté de communes toutes deux dirigées par Jeanny Lorgeoux ont dépensé plus de 110 000 euros durant la période étudiée par le média indépendant (de septembre 2017 à août 2020) pour des repas gastronomiques et des nuits dans des chambres luxueuses à l’hôtel-restaurant étoilé le Lion d’Or où le maire a ses habitudes depuis des années. Un an plus tard, l’affaire est classée sans suite, le procureur de Blois, Frédéric Chevallier, soulignant à cette occasion la bonne gestion des finances locales : « (…) sur chaque année analysée, un reliquat de quelques centaines d’euros était versé aux budgets respectifs de la mairie et de la communauté de communes».

### Pandémie de Covid-19
Durant la pandémie de Covid-19, Jeanny Lorgeoux refuse le port du masque à plusieurs reprises, relèvent les journalistes de La Nouvelle République du Centre-Ouest,. Il déclare au Canard enchaîné « ne pas avoir peur d'un virus » et préférer le « regarder les yeux dans les yeux ». Il refuse ensuite de se faire vacciner, puis, encourage les professionnels de santé à ne pas suivre son exemple, après avoir contracté la Covid en février 2021 et été hospitalisé en mars.

## Distinction
- Chevalier de l'ordre national de la Légion d'honneur depuis le 11 juillet 2011[40]. La médaille lui a été remise par son ami d'enfance et condisciple de SciencesPo François Heisbourg.

## Publications
- Odyssée. Italie du Sud, éd. Hachette, coll. Club Méditerranée, 1980
- « Mirabeau » et « Louis Riel » in Les Grands Révolutionnaires, éd. Martinsart, 1978